# Depot I von Vodňany
Das Depot I von Vodňany (auch Hortfund I von Vodňany) ist ein Depotfund der frühbronzezeitlichen Aunjetitzer Kultur aus Vodňany im Jihočeský kraj, Tschechien. Es datiert in die Zeit zwischen 2000 und 1800 v. Chr. Die erhaltenen Gegenstände des Depots befinden sich heute im Museum von Vodňany.

## Fundgeschichte
Das Depot wurde 1932 nordöstlich von Vodňany bei Regulierungsarbeiten am Nordufer des Flusses Blanice entdeckt. Aus Vodňany stammt noch ein zweites Depot, das in die mittlere Bronzezeit datiert. Beide Fundstellen liegen allerdings 4 km voneinander entfernt, ein Zusammenhang ist daher auszuschließen.

## Zusammensetzung
Das Depot bestand ursprünglich aus 18 bronzenen Ösenhalsringen bzw. Ringbarren. Von diesen sind nur drei erhalten. Sie haben verjüngte häkchenförmige Enden und weisen an den Innenseiten stellenweise eine tiefe Rille auf.